# メドウランズの奇跡
メドウランズの奇跡（メドウランズのきせき、英語: The Miracle at the Meadowlands）は1978年11月19日にNFLのニューヨーク・ジャイアンツの本拠地ジャイアンツ・スタジアムで行われたフィラデルフィア・イーグルス戦でのイーグルスのコーナーバック、ハーマン・エドワーズがファンブルリカバータッチダウンをあげたプレイに対する呼び名。イーグルスファンのみでなくスポーツキャスターやNFLフィルムズでも使用されている。試合時間残りわずかでジャイアンツが攻撃権を持っており、イーグルスはタイムアウトを残していなかった。ジャイアンツはもう1プレイ、イート・ザ・ボールで時計を進めることで100%勝利するところであったが、QBのジョー・ピサーシックはフルバックのラリー・ゾンカにボールをハンドオフするプレイを選択、これがファンブルとなりエドワーズが26ヤードのリターンTDをあげイーグルスが逆転勝利した。
ジャイアンツファンはこのプレイをThe Fumble と呼んでいるがニューヨーク以外の土地ではThe Fumbleと呼ばれるプレイは1987年レギュラーシーズンに続くプレーオフ、AFCチャンピオンシップゲームにおけるクリーブランド・ブラウンズとデンバー・ブロンコスのゲームでのアーネスト・バイナーがゴール前でファンブルしたプレイを指す。
このプレイはアメリカンフットボール史上、コーチのプレイコールの中でも最上級の過ちとして知られている。

## 背景
この対戦はNFC東地区に所属する両チームにとってシーズン初の対戦であった。イーグルスはダラス・カウボーイズ、ワシントン・レッドスキンズに次ぐ地区3位、ジャイアンツは地区4位であった。このシーズンから16試合となったレギュラーシーズンで両チームともカウボーイズからは大きく離されていたもののワイルドカードでのプレーオフ出場に望みをつないでいた。
ジャイアンツはロードで3連敗して5勝6敗となりプレーオフ出場のチャンスは遠のいており、この試合に勝つことがプレーオフ争いに残る絶対条件であった。ジャイアンツは1963年からプレーオフ出場を逃し続けており勝ち越ししたシーズンもわずか2回しかなかった。リーグで4番目に歴史のあるチームは1976年にニュージャージー州に本拠地を移転してホームスタジアムの座席数は増えたものの古くからのファンの一部はチームから離れていた。またチームにはゴタゴタが続いており、クレイグ・モートン、フラン・ターケントンといった選手もチームを去っていた。
こうした状況にもかかわらず多くのファンがスタジアムに足を運びチームの財政状況は堅実なものであった。
このゲームが行われる1週間前に選手たち（特にオフェンスの選手）の間でアシスタントコーチに対する不満の声がメディアにもたらされていた。選手たちは他のチームと比べてアシスタントコーチたちが若手の育成に熱心ではないと考えていた。シーズン開幕前、チームには経験のない3人のQBがいたがQB専任のアシスタントコーチが雇われることはなかった。選手たちの間ではオフェンスコーディネーターのボブ・ギブソンに対する不満の声が大きかった。彼はサイドラインからではなくスタジアム上階のスポッター席からオフェンスのコールを行った（現在では一般的となっている。）。それに対してQBのピサーシックは過去2シーズンに渡ってギブソンと口論を繰り返していた。前の週にワシントン・レッドスキンズに敗れた試合で第3ダウンロングの状況でパスは3回しか試みられなかった。オーバータイムに入っての第3ダウン7ヤードでもプレーコールはランプレイであった。ギブソンのプレーコールの背景にはピサーシックのパス能力への疑問があった。（ニューヨークのメディアもニューヨーク・ジェッツのジョー・ネイマスをブロードウェイ・ジョーと呼ぶのに対してオフ・ブロードウェイ・ジョーとピサーシックを呼んでいた。）当時のチーム強化方針も守備を向上させることに重点が置かれて攻撃は保守的なプレーをすることとなっていた。そのためオフェンスの選手たちはフラストレーションがたまり、自分たちがやれることを示す機会を欲していた。
イーグルスは6勝5敗でアウェイの試合に乗り込んできた。2連勝している勢いもあり、また1975年の開幕戦で敗れて以降、ジャイアンツに負けなしであった。1960年に3回目の優勝を果たして以降、2シーズンしか勝ち越しできなかったチームに対してファンの眼は冷たいものがあった。この試合以降に強豪のダラス・カウボーイズ、ミネソタ・バイキングスとの対戦を控えプレーオフ争いに残るためには絶対落とせない試合であった。

## 試合経過
ピサーシックからのタッチダウンパス2本でジャイアンツが先制した。後半にはFGも決まり追加点をあげた。一方イーグルスはタッチダウンを2回あげたもののいずれもエクストラポイントを失敗してしまいFGを決めても追いつけず勝利にはタッチダウンが必要となった。
第4Qにジャイアンツのダグ・コターが自陣深くでファンブルしイーグルスのチャンスとなったがジャイアンツの新人ディフェンスバックのオディス・マッキニーがパスをインターセプトし2ミニッツ・ウォーニングを迎えた。イーグルスはタイムアウトを全て使い果たしていた。スタンドのファンは試合が決まったことを確信し帰り始めた。イーグルスのヘッドコーチ、ディック・ヴァーミールもサイドラインから試合後の記者会見場に向かい歩み始めた。

## 奇跡
ジャイアンツの自陣26ヤード地点からの攻撃、第3ダウン2ヤードで残り時間31秒となっていた。プレイクロックは30秒しかないので試合終了までは2プレイが必要となっていた。この直前の第2ダウンでのランプレーに対してイーグルスのミドルラインバッカーのビル・バージェイはセンターのジム・クラックをノックアウトしてピサーシックに迫りファンブルを狙った。
これを見たギブソンコーチはQBが怪我をする危険を避けるためにラリー・ゾンカを使った中央へのランプレーでファーストダウンを更新する選択をした。ハドルが組まれるとマイアミ・ドルフィンズのスター選手だったゾンカは自分にボールを渡すプレーを行わないように訴えた。他の選手もプレーを変更するべきだと発言したがピサーシックはそれを拒否した。1週前の試合でギブソンのコールを無断で変更したピサーシックはどなりつけられていて、また指示に背いた場合はクビにするぞと叱り付けられていた。当時はフリーエージェント制度も導入されておらず2年目の先発QBである彼は実績も十分ではなくチームメートの意見に同意する冒険はできない状況にあった。
イーグルスのディフェンス・コーディネーターのマリオン・キャンベルはディフェンスにハドルは組まず11人全員がブリッツするように指示を出した。
ボールがスナップされてピサーシックはゾンカにハンドオフしようとしたがボールはゾンカの臀部に当たりボールをこぼしてしまった。これをイーグルスのハーマン・エドワーズがリカバーし、26ヤードを走りタッチダウンをあげ試合は19-17でイーグルスの勝利に終わった。
ジャイアンツ側のサイドラインは沈黙し、イーグルスのサイドラインは大はしゃぎとなった。エドワーズはこの試合ミスを犯しタッチダウンを許していたので汚名返上であった。しかもこのプレーは彼にとってNFL初タッチダウンとなった。これまでにこうした状況で試合に敗れたチームはなかった。多くのファンは何故こうしたリスクのあるプレーが選択されたのか疑問を投げかけた。翌朝ギブソンコーチはクビになり二度とフットボール界で働く機会は与えられなかった。
ギブソンはフロリダ州の釣り餌店の店長となっており、このプレーに対して口をつぐみ続けている。
プロフットボール殿堂入りを果たした当時ジャイアンツのラインバッカーであったハリー・カーソンによるとディフェンス選手たちのほとんどは勝利を確信しこのプレーを見ていなかったという。試合終了後ロッカールームに戻った選手たちはショックのあまり10分以上声を発するものがいなかったという。

## シーズン残り試合
両チームは最終週にベテランズ・スタジアムでの対戦が残っていた。
イーグルスは翌週も勝利し4連勝、ダラス・カウボーイズ、ミネソタ・バイキングスに敗れたものの最終週にジャイアンツに20-3と快勝し、9勝7敗でワイルドカードでプレーオフ出場を決めた。プレーオフではFGとエクストラポイントをそれぞれ失敗しアトランタ・ファルコンズに敗れたが、翌シーズンテキサス農工大学からトニー・フランクリンを獲得、フランクリンはテキサス・スタジアムで行われたダラス・カウボーイズとのマンデーナイトフットボールで、59ヤードのFGを成功、31-21でイーグルスが勝利した。
ジャイアンツは翌週、それまで3勝9敗のバッファロー・ビルズと対戦した。一時は10点差でリードしていたが、第4Qに27点を失い、17-41で敗れた。6勝10敗に終わり3年連続地区最下位に終わった（セントルイス・カージナルスと同率）。

## シーズン終了後
イーグルスは翌年もプレーオフに出場、シカゴ・ベアーズを破ったがタンパベイ・バッカニアーズに敗れた。1980年にピサーシックをドラフト指名権と引き替えに獲得、彼はロン・ジャウォースキーの控えQBとして5シーズンを過ごして引退した。1980年、イーグルスは地区優勝を果たし、ルイジアナ・スーパードームで行われた第15回スーパーボウル出場を果たしたがオークランド・レイダースに10-27で敗れた。
ジャイアンツのマクベイヘッドコーチはシーズン終了後、解任され二度とヘッドコーチ職に就くことはなかったが、サンフランシスコ・フォーティナイナーズのフロントに入り、ナイナーズの1980年代の栄光の一部を担った。
ラリー・ゾンカもジャイアンツをこの年で去った。彼は古巣のマイアミ・ドルフィンズに復帰し、翌年カムバック賞を受賞し現役生活を終えた。マクベイヘッドコーチの後任にはサンディエゴ・チャージャーズのアシスタントコーチ、レイ・パーキンスが就任しチームの再建に着手、1981年にプレーオフ出場を果たした。それまでウェリントン・マーラオーナーが握っていた権限をゼネラルマネージャーを起用することで方針転換、ジョージ・ヤングを採用、マーシャルはフィル・シムズやローレンス・テイラーなど多くのスター選手を獲得した。
パーキンスはディフェンスコーディネーターにビル・パーセルズを採用、1982年シーズン終了後、ベア・ブライアントが勇退したアラバマ大学ヘッドコーチに就任したパーキンスの後にパーセルズヘッドコーチが誕生した。そしてチームはパーセルズヘッドコーチの元でスーパーボウルを2度制覇した（第21回、第25回）。

## 類似のプレイ
2010年シーズン終盤の第15週、12月19日にニューヨーク・ジャイアンツの本拠地メドウランズ・スタジアムで行われた同地区ライバルのフィラデルフィア・イーグルスとの試合は、第4Q残り8分を切ってジャイアンツが31-10と21点リードしていた。しかし最後の7分間でイーグルスは3TDを決め31-31の同点に追いついた。ジャイアンツは試合時間を消費しながら残り14秒、自陣で4thダウンとなり、ジャイアンツHCのコフリンはパントをフィールド外に故意に蹴り出して勢いに乗るイーグルスにリターンをさせず、悪い流れを一旦断ち切って延長戦に持ち込む作戦を指示した。ところがマット・ドッジが蹴り上げたパントはフィールド外に出ず、パントリターナーのデショーン・ジャクソンは落球したもののすぐに拾い上げてリターンを開始、自陣から敵陣を駆け抜け残り時間がゼロになったのを確認してからエンドゾーンに入り65ヤードのパントリターンTDで試合は終了、31-38でジャイアンツは大逆転負けを喫した。このプレーは新メドウランズの奇跡と呼ばれ、NFL.comが選ぶ2010年のトップゲーム20の1位に選ばれた。
2006年1月15日、インディアナポリス・コルツの本拠地、RCAドームで行われたAFCディビジョナルプレーオフ、ピッツバーグ・スティーラーズ対コルツ戦で、試合終了間際3点差でリードしたスティーラーズは残り1分20秒にコルツの第4ダウンギャンブルのプレーでジョーイ・ポーターがペイトン・マニングをサックし、敵陣2ヤード地点で攻撃権を獲得した。コルツのタイムアウトは3回残っていたが、スティーラーズはニーダウンで時間を消費させるのではなく、タッチダウンを狙いに行った。パスではインターセプトでボールを失う危険があるため、スティーラーズはこの年1度もファンブルをしていないジェローム・ベティスにボールを預けたがコルツのラインバッカー、ゲイリー・プラケットがヘルメットからボールにタックルし、ベティスはボールをファンブル、これをニック・ハーパーが拾いリターン、フィールド中央でベン・ロスリスバーガーがハーパーにタックルしリターンタッチダウンを阻止、敵陣42ヤードでボールを止めた。コルツは第2ダウン残り1ヤード、第3ダウン残り1ヤードでそれぞれ、左サイドのレジー・ウェインへロングパスを狙ったが、ブライアント・マクファッデンがこれらのパスを阻止、マイク・バンダージャクトが狙った46ヤードの同点FGが失敗し、スティーラーズが逃げ切った。この試合に勝利したスティーラーズはAFCチャンピオンシップゲームでデンバー・ブロンコスを34-17で破り、第40回スーパーボウルでシアトル・シーホークスを21-10で破り26年ぶりのスーパーボウル制覇を果たした。
1993年の感謝祭の日におけるダラス・カウボーイズの本拠地、積雪のテキサススタジアムで行われたマイアミ・ドルフィンズ戦。試合時間残り15秒でドルフィンズは13-14と1点差を追っていた。キッカーのピート・ストヤノビッチが雪で滑りやすい中で逆転を狙った41ヤードのフィールドゴールはブロックされ失敗、このままカウボーイズの逃げ切り勝ちだと誰もがそう思った。雪上でスピンし回り続けるボールをなす術もなく見守っていたドルフィンズの選手の輪の中に、走ってきたカウボーイズのレオン・レットが滑って転びボールを弾いてしまう。ボールの回転が止まりボールデッドとなる前に守備側選手のレットがタッチした事でフリーボールとなりドルフィンズが敵陣1ヤード地点でリカバー、試合時間残り3秒で慎重に19ヤードのキックを成功させたドルフィンズが16-14で逆転勝利した。